# Gerterode
Gerterode é uma vila e antigo município da Alemanha localizado no distrito de Eichsfeld, estado da Turíngia.  Pertencia ao verwaltungsgemeinschaft de Eichsfelder Kessel. Desde janeiro de 2019, faz parte do município de Niederorschel.

## Demografia
Evolução da população (em 31 de dezembro):
| - 1994 - 452 - 1995 - 449 - 1996 - 456 - 1997 - 462 - 1998 - 444 | - 1999 - 446 - 2000 - 456 - 2001 - 450 - 2002 - 427 - 2003 - 427 | - 2004 - 424 - 2005 - 416 |

Fonte: Datenquelle - Thüringer Landesamt für Statistik